# Anne-Lise Parisien
Anne-Lise Parisien (* 22. Oktober 1972 in Lewiston, Maine) ist eine ehemalige US-amerikanische Skirennläuferin.

## Karriere
Parisien gab ihr internationales Renndebüt bei den Juniorenweltmeisterschaften 1991 in Geilo bzw. Hemsedal, wobei sie im Riesenslalom den 19. Platz belegte. Ihre ersten Weltcuppunkte gewann sie am 5. Dezember 1992 beim Riesenslalom von Steamboat Springs, dies sollte zugleich ihre beste Platzierung im Weltcup bleiben.
1994 wurde sie für die Olympischen Winterspiele in Lillehammer nominiert, wobei sie mit Rang 13 im Riesenslalom ein Ergebnis im vorderen Feld erreichte. 
Danach trat Parisien nicht mehr als Rennläuferin in Erscheinung.

## Privates
Ihr Bruder Rob sowie ihre Schwester Julie Parisien waren ebenfalls als Skirennläufer aktiv.

## Erfolge

### Olympische Winterspiele
- Lillehammer 1994: 13. Riesenslalom

### Weltcup
- 2 Platzierungen unter den besten 30

### Juniorenweltmeisterschaften
- Geilo/Hemsedal 1991: 19. Riesenslalom